# Ainda Estou Aqui
Ainda Estou Aqui (Engels: I'm Still Here) is een Braziliaans-Franse dramafilm uit 2024, geregisseerd door Walter Salles. De film is gebaseerd op het gelijknamige boek, geschreven door Marcelo Rubens Paiva, uit 2015. De hoofdrollen worden vertolkt door Fernanda Torres en Fernanda Montenegro.

## Verhaal
De film vertelt het waargebeurde verhaal van de verdwijning van voormalig congreslid Rubens Paiva in 1971 tijdens de Braziliaanse militaire dictatuur. De levens van zijn echtgenote Eunice Paiva en haar vijf kinderen veranderen abrupt na de verdwijning.

## Rolverdeling
| Acteur              | Personage                        |
| ------------------- | -------------------------------- |
| Fernanda Torres     | Eunice Paiva                     |
| Fernanda Montenegro | oude Eunice Paiva                |
| Selton Mello        | Rubens Paiva                     |
| Valentina Herszage  | Vera Sílvia Facciolla Paiva      |
| Bárbara Luz         | Ana Lúcia Facciolla Paiva (Nalu) |
| Guilherme Silveira  | Marcelo                          |
| Dan Stulbach        | Baby Bocaiúva                    |
| Maeve Jinkings      | Dalva Gasparian                  |
| Humberto Carrão     | Félix                            |

## Productie
In juni 2021 werd aangekondigd dat Walter Salles de memoires van Eunice Paiva zou verfilmen met oorspronkelijk Mariana Lima in de hoofdrol en de productie zou starten begin 2022 in Brazilië.
In mei 2024 kocht Sony Pictures Classics de distributierechten voor Noord-Amerika en een reeks internationale gebieden op de Marché du Film in Cannes, van Ainda Estou Aqui, de toekomstige film van Walter Salles, zijn eerste speelfilm in meer dan tien jaar tijd. Het script werd geschreven door Murilo Hauser en Heitor Lorega.
De film is gebaseerd op Ainda Estou Aqui, de memoires van Eunice Paiva, geschreven in 2015 door haar zoon Marcelo Rubens Paiva, die elf jaar oud was toen zijn vader verdween. De rollen van de jongere en oudere Eunice Paiva worden gespeeld door moeder en dochter Fernanda Torres en Fernanda Montenegro. De film wordt geproduceerd door VideoFilmes, RT Features en Mact Productions in coproductie met Arte France Cinéma en Globoplay en met financiële steun van Library Pictures International.

### Filmopnames
De belangrijkste filmopnames begonnen in juni 2023 in Rio de Janeiro, Brazilië.

## Release en ontvangst
Ainda Estou Aqui ging op 1 september 2024 in première op het Filmfestival van Venetië in de competitie voor de Gouden Leeuw. De film werd geselecteerd als Braziliaanse inzending voor de beste internationale film voor de 97ste Oscaruitreiking en won ook de Oscar. Bovendien ontving de film nog twee Oscar-nominaties (Beste film en Beste vrouwelijke hoofdrol).
De film kreeg overwegend positieve kritieken van de filmcritici, met een score van 97% op Rotten Tomatoes, gebaseerd op 177 beoordelingen.

## Prijzen en nominaties
De belangrijkste:
| Jaar | Prijs                                 | Categorie                         | Genomineerde(n)                | Uitslag     |
| ---- | ------------------------------------- | --------------------------------- | ------------------------------ | ----------- |
| 2025 | Academy Awards (Oscars)               | Beste film                        | Beste film                     | Genomineerd |
| 2025 | Academy Awards (Oscars)               | Beste vrouwelijke hoofdrol        | Fernanda Torres                | Genomineerd |
| 2025 | Academy Awards (Oscars)               | Beste internationale film         | Beste internationale film      | Gewonnen    |
| 2025 | BAFTA Film Awards                     | Beste niet-Engelstalige film      | Beste niet-Engelstalige film   | Genomineerd |
| 2025 | International Film Festival Rotterdam | De publieksprijs                  | De publieksprijs               | Gewonnen    |
| 2025 | Premios Goya                          | Beste Ibero-Amerikaanse film      | Beste Ibero-Amerikaanse film   | Gewonnen    |
| 2025 | Satellite Awards                      | Beste actrice in een dramafilm    | Fernanda Torres                | Gewonnen    |
| 2025 | Satellite Awards                      | Beste internationale film         | Beste internationale film      | Genomineerd |
| 2025 | Golden Globes                         | Beste actrice in een film – drama | Fernanda Torres                | Gewonnen    |
| 2025 | Golden Globes                         | Beste film – niet-Engelstalig     | Beste film – niet-Engelstalig  | Genomineerd |
| 2024 | Filmfestival van Venetië              | Gouden Leeuw                      | Walter Salles                  | Genomineerd |
| 2024 | Filmfestival van Venetië              | Premio Osella voor beste scenario | Murilo Hauser en Heitor Lorega | Gewonnen    |